# Прушинский, Яков Андреевич
Яков Андреевич Прушинский — советский государственный и политический деятель, председатель Псковского и Калининградского областных исполнительных комитетов.

## Биография
Родился в 1913 году в селе Михайловка Херсонской губернии. Член ВКП(б) с 1941 года.
Участник Великой Отечественной войны. Командир взвода, помощник начальника Штаба дивизии, командира полка.
С 1934 года — на хозяйственной и политической работе. В 1934—1966 гг. — зоотехник, главный зоотехник совхозов Московской и Ярославской областей, начальник Сельскохозяйственного отдела Штаба Группы советских оккупационных войск в Германии, главный зоотехник, заместитель директора Брянского областного треста совхозов, директор Псковского областного треста совхозов, начальник Псковского областного управления сельского хозяйства, 1-й заместитель председателя Исполнительного комитета Псковского областного Совета, председатель Исполнительного комитета Псковского областного Совета, председатель Исполнительного комитета Калининградского областного Совета.
Избирался депутатом Верховного Совета РСФСР 3-го, 5-го, 6-го созывов.
Умер 17 апреля 1966 года. Похоронен на Новодевичьем кладбище (6 уч. 31 ряд).